# ストーンサークル

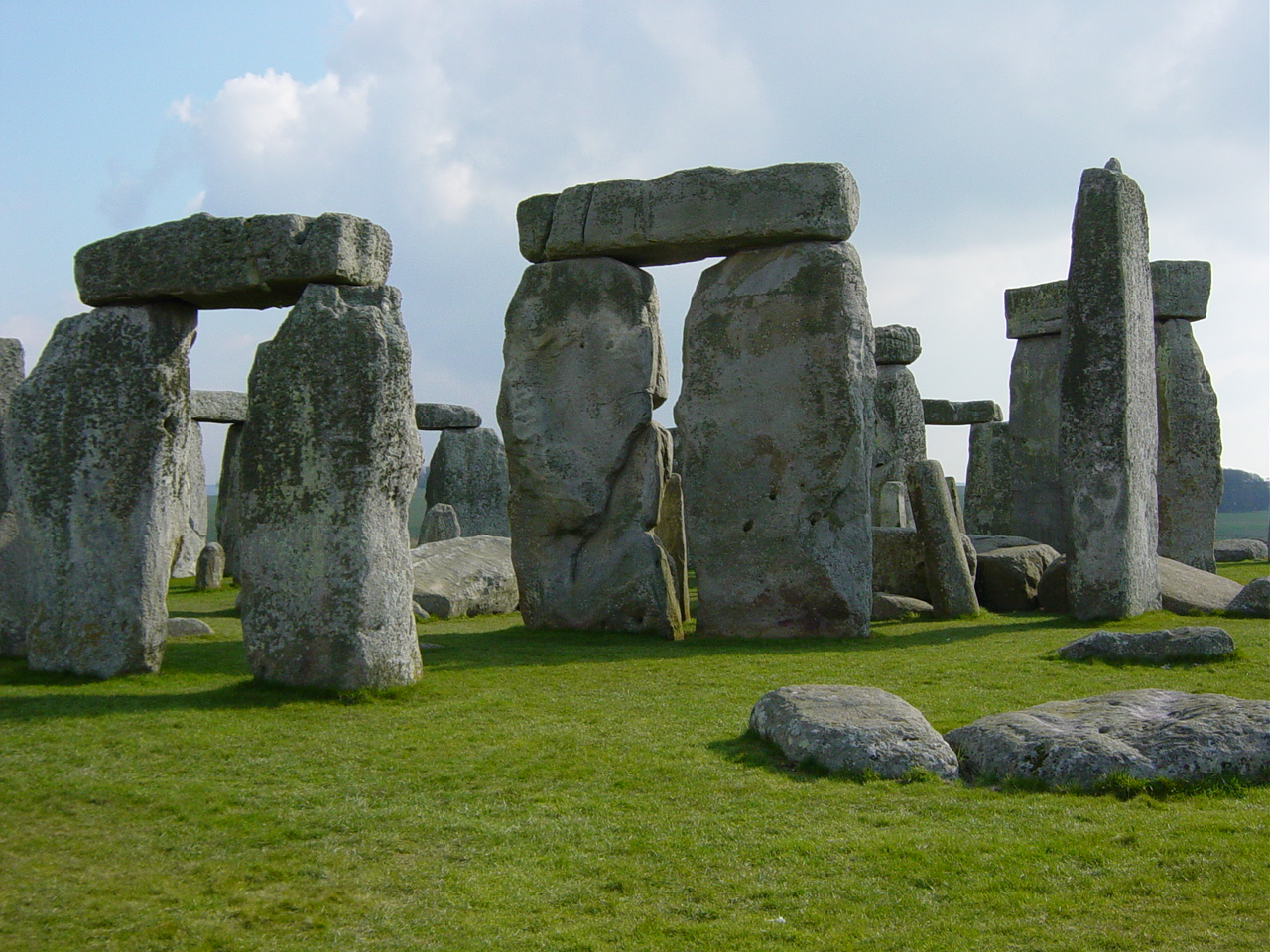
イギリスのストーンヘンジ

ストーンサークル（Stone Circle）は、石を環状に配置した古代の配石遺構や遺跡を指す語である。環状列石（かんじょうれっせき）、環状石籬（かんじょうせきり）ともいう。

## 世界のストーンサークル

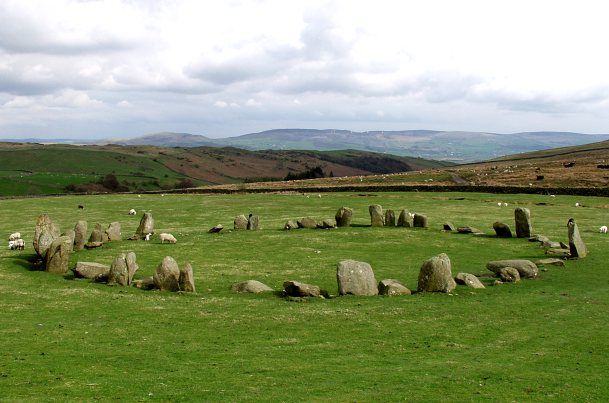
イギリス湖水地方のスウェインサイド・ストーンサークル

イギリスには巨石を使ったストーンサークルが多数あり、ストーンヘンジもストーンサークルの一種である。印欧語族トカラ語派に関連するアファナシェヴォ文化では、ストーンサークルを伴った墓槨がみられる。世界遺産に登録されたアフリカのセネガンビアの環状列石では一部で発掘調査が行われており、その結果、8世紀から12世紀にかけての配石墓であることが判明している。

## 日本のストーンサークル

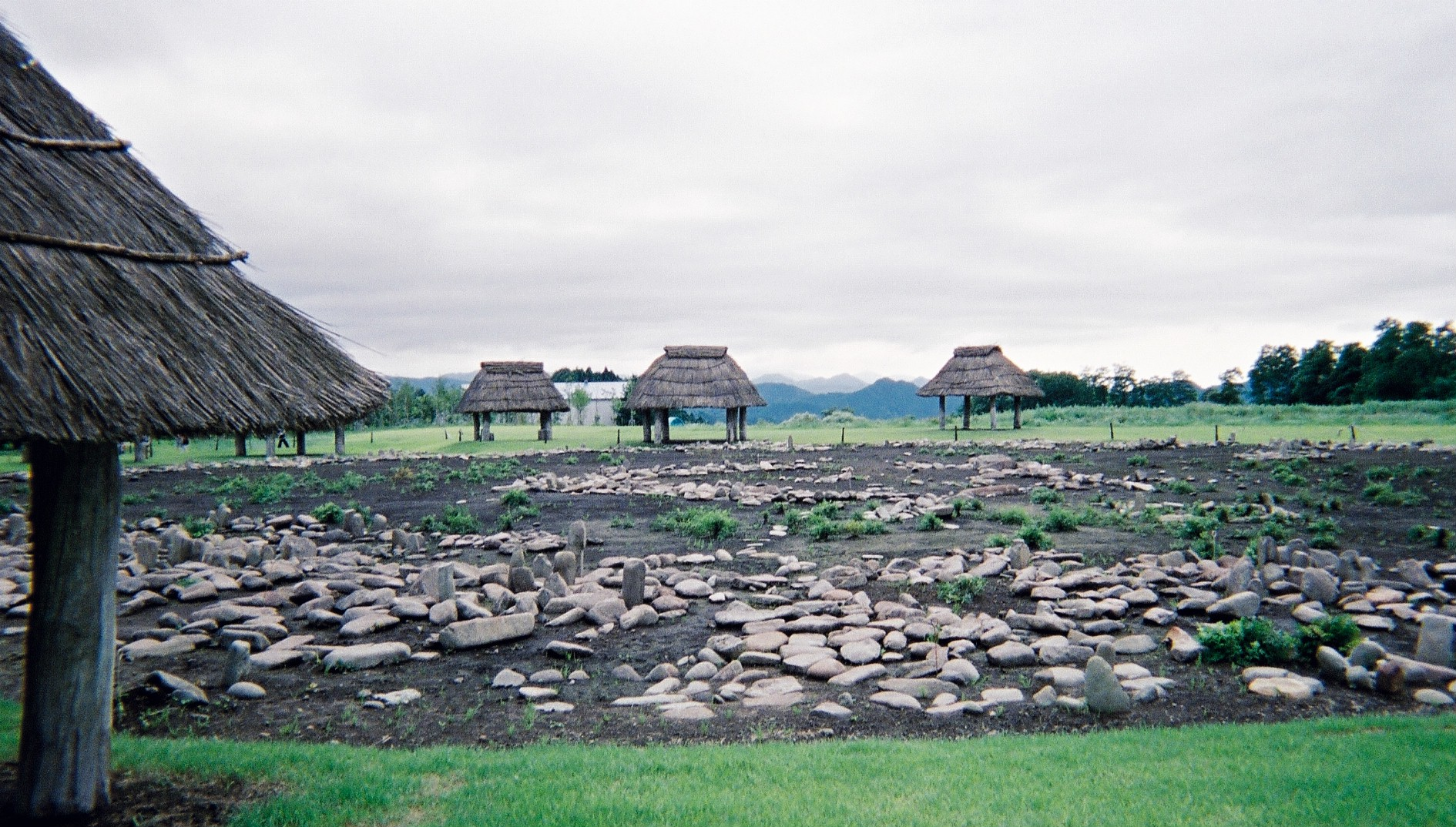
大湯環状列石

日本においてストーンサークルと呼ばれるものは、縄文時代中期後半から後期にかけて、主に東北地方から北海道にかけての東日本で造られた配石遺構を指すことが多く（縄文時代以外の時代の配石遺構を呼ぶ場合もある）、日本考古学界では訳語である「環状列石」（かんじょうれっせき）の語で呼ばれることが多い。日本の考古学史上で初めてこの種の遺跡を報告したのは、1886年（明治19年）に動物学者の渡瀬荘三郎（庄三郎）が行った北海道小樽市の忍路環状列石についての報告とされている。
同時代の環状列石は、長径30-40メートルの環状に配石した遺構である。大きさは直径30メートル以上のものと直径10メートル以下のものがあり、大きいものは祭祀の場として造られ、小さいものは竪穴建物の周囲に石を置いたものが多い。現在までのところ最古と考えられているのは長野県諏訪郡原村にある阿久遺跡の例で、縄文時代前期のものと推定されている。縄文時代中期の終わりごろには現在の静岡県・山梨県・群馬県付近で造られる。続いて縄文時代後期前半に秋田県北部や青森県、北海道西南部で造られる。同じころ、岩手県では石を直線状や弧状に並べるものが出現する。これらの遺構構造は、一番外側に2重・3重に川原石を環に並べた「外帯」と、多くの場合、その中心に「内帯」がある。「内帯」の内側は、直径5メートル内外の方形または円形の広場ができている。これらの配石の下に墓穴があったり、石列の間に土器棺があることが多い。そして、環になっている石の一部が途切れ、幅2-3メートルの通路ができ、両側に石が並び外に続いている。

### 構造と成立過程
秋田県鹿角市に所在する縄文時代後期前半（約4500年前～4000年前）の典型的な環状列石である大湯環状列石（この内の万座環状列石）では、発掘調査により遺跡の構造が判明しており、中心に小さな環状の石組（配石）遺構があり、その外側に一回り大きな環状の石組遺構が巡り、この2重の環状石組遺構の直下には土壙墓群が存在している。その外側には環状の掘立柱建物群、さらにその外側に竪穴建物や貯蔵穴群の環が巡り、4重の同心円構造を形成している。これらのことから、環状列石は、縄文時代前期から後期にかけて東日本を中心に隆盛したいわゆる環状集落（墓域を伴う中央広場の周囲に、建物（住居）群や掘立柱建物群が環状に配置される集落）を起源として、その中心となる広場（墓地）に日時計的機能なども持つ石組遺構が造られるようになって次第に発達し、同時に周囲の建物群の規模が縮小することで祭祀の場として独立し、成立したものと考えられている。
考古学者の佐々木藤雄は、環状集落から環状列石が成立してくる過程を、建物群（居住域=生者の世界=日常空間）と中央広場（墓域=使者の世界=非日常空間）の区別が鮮明化し、中央広場が祭祀の場としての性格を強めた結果と捉えている。また、谷口康浩は、縄文中期段階では環状集落構造の一部であった中央広場の集団墓が、同時代後期以降、列石という視覚的な誇張を伴って巨大な祭祀モニュメントとして拡大していった背景に、大規模な土木工事や祭祀挙行、およびそれを運営する「指導力」ないし「威信」の存在を想定し、社会階層化を伴う縄文時代社会の構造変化があったのではないかと指摘している。

### 東北地方

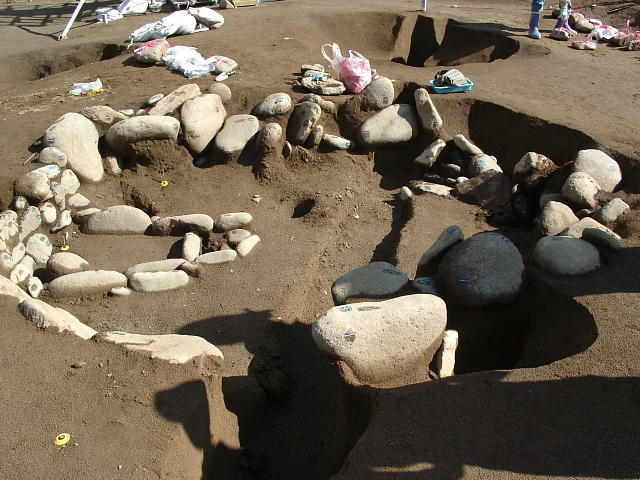
秋田県北秋田市森吉地区にある深渡（ふかわたり）遺跡の小型ストーンサークル。使わなくなった竪穴建物の周囲に石を置き祭りを行った跡

秋田県鹿角市には国の特別史跡に指定され、世界遺産にも登録された大湯環状列石がある。これは野中堂環状列石と万座環状列石の大きな2つのストーンサークルで構成されており、このうち万座環状列石は日本最大のストーンサークルである。大湯環状列石の周囲には建物跡がある。近くには構造が似ている一本木後ロ遺跡があり、これは墓であることが調査によって明らかになっている。このため、大湯環状列石も墓群とそれに付随する祭祀の場であると推測されている。大湯環状列石には日時計状組石があり、環状列石中心部からこの日時計中心部を見た方向が夏至の日に太陽が沈む方向になっている。同時に野中堂環状列石から万座環状列石を見た方向もその方向になっている。
青森県青森市にある国の史跡・小牧野遺跡のストーンサークルは、細長い石を縦横に並べる独特な石の組み方をしており、これは「小牧野式」と言われている。直径2.5メートルの中央帯、直径29メートルの内帯、直径35.5メートルの外帯の三重の輪のほか、さらに外側に、一部四重となる弧状列石や、直線状列石、直径4メートルの環状列石などがあり、直径は55メートルにおよぶ。小牧野遺跡では人が死ぬと最初に土葬をして、次に肉が腐ると骨だけを甕棺土器に入れて再葬した跡が残っている。土葬用の穴が50基に対し再葬用の穴が3基しかないことから、再葬は有力者のみが行ったと思われている。
秋田県北秋田市の伊勢堂岱遺跡には3つのストーンサークルがある。ここにもストーンサークルと少し離れた場所に日時計状組石があって、ここから一つのストーンサークル中心部を向いた方向が、夏至の日に太陽が沈む方向になっている。伊勢堂岱遺跡も墓群を中心とした祭祀の場である。ここには小牧野式石組もあり、大湯式の日時計状組石と共存することで注目された遺跡である。
そのほか、東北地方には青森県弘前市の大森勝山環状列石、青森県平川市の太師森環状列石、岩手県滝沢市の湯舟沢環状列石、岩手県八幡平市の釜石環状列石などがある。これらはいずれも縄文時代前期から中期に円筒土器文化圏に属した地域に所在する。

### 北海道

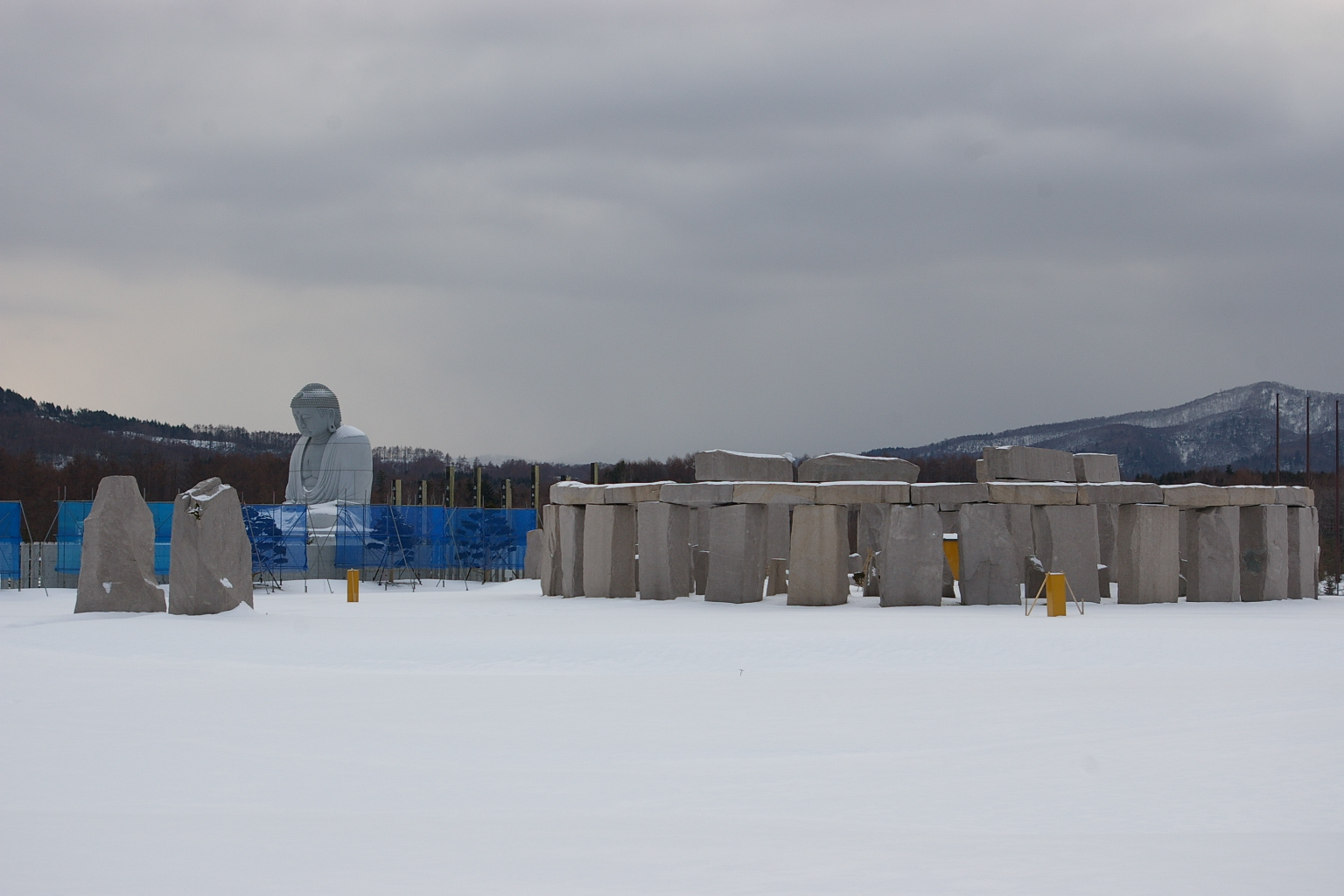
ストーンサークルのモニュメント（札幌市真駒内滝野霊園）

北海道では、渡島半島・日本海側からオホーツク海側にかけてストーンサークルが検出されている。例えば渡島管内森町の鷲ノ木遺跡、後志管内小樽市の忍路環状列石・地鎮山環状列石、余市町の西崎山環状列石など、また石狩川上流から中流域では空知管内深川市の音江環状列石、旭川市の神居古潭ストーンサークルなどが挙げられる。
このうち忍路環状列石は日本の考古学史上において初めて学会にて報告されたストーンサークルであり、2番目に発見報告された音江環状列石とともに、国の史跡に指定されている。鷲ノ木遺跡は道央自動車道の建設中に発掘された。その後の調査で世界遺産暫定リストにも名前を挙げられるほど貴重であることが分かったため、遺跡の真下にトンネルを通すことで開通に至った（詳細は道央自動車道を参照）。
2005年（平成17年）に札幌市南区に所在する真駒内滝野霊園内にストーンサークルを模したモニュメントが設置された。周辺のモアイ群像や石仏と共に一種の観光地化され、札幌市中心部から離れているものの自家用車などで訪れる観光客が多い。

### その他の地方
群馬県安中市にある天神原（てんじんばら）遺跡は、後・晩期に属し、配石墓（土坑の内側に長方形や楕円形に石を組んで造られている）の上に環状列石が並んでいる。その周辺の溝には掘立柱建物や石棒祭祀の跡がみられ、その外側に周堤が巡らされ、その周堤の外側に建物が建てられている。
東京都町田市の田端遺跡にも縄文中期のストーンサークルがある。この遺跡の石柱を結んだ線は冬至に太陽が沈む方向を向いている。また、群馬県安中市の野村遺跡では冬至には妙義山に太陽が落ちる。
縄文中期末葉の静岡県富士宮市・千居遺跡と山梨県都留市・牛石遺跡には環状列石と配石遺構が見られ、富士山周辺の祭祀遺跡として注目されている。
和歌山県海南市の溝ノ口遺跡では竪穴建物の他にストーン・サークルが見つかっている。
大分県には人間の背丈ほどのメンヒルを環状に並べた宇佐市安心院町の「佐田京石」の他、杵築市山香町に「下山環状列石」、山頂付近に巨石を中心として構成された豊後高田市の「猪群山環状列石」などがある。

### 起源
ストーンサークルの密集域が円筒土器文化圏（東北北部）と重なっていること、円筒土器は遼河文明と関連していること、遼河文明と関連する三内丸山遺跡からもストーンサークルが発見されていることから、日本にストーンサークルをもたらしたのはY染色体ハプログループNに属すウラル系遼河文明人と考えられる。ただしウラル系民族に環状列石を造る文化は元来なく、東アジアに環状列石を伝播させた集団はY染色体ハプログループR1bに属す集団と考えられる。彼らはトカラ語派の担い手としてアルタイ地域まで到達していたことが明らかとなっており、アファナシェヴォ文化では、ストーンサークルを伴った墓槨がみられる。その文化が東進して遼河文明に入り、ウラル系遼河文明人を介して日本にもたらされたと考えられる。秋田県に多いJCウイルスEu-a2(JK)タイプもこの流れと共にもたらされた可能性がある。